# Galepsus centralis
Galepsus centralis är en bönsyrseart som beskrevs av Max Beier 1957. Galepsus centralis ingår i släktet Galepsus och familjen Tarachodidae. Inga underarter finns listade i Catalogue of Life.